# 持中町
持中町（もっちゅうちょう）は、愛知県愛西市の地名。字が6つある。

## 地理
旧佐織町中央部に位置する。西から南は津島市、北は諏訪町に接する。

### 字一覧
（五十音順・読みはyahoo!地図による）
- 郷東（ごうひがし）
- 郷前（ごうまえ）
- 佐渡り（さわたり）
- 流レ（ながれ）
- 蓮田（はすだ）
- 八町（はっちょう）

## 歴史

### 町名の由来
糯が生えていたことから、糯生と称されたことに由来するという。

### 沿革
- 1940年（昭和15年） - 海部郡佐織町大字根高の一部により、同町大字持中として成立[7]。
- 2005年（平成17年）4月1日 - 合併に伴い、愛西市持中町となる。

## 世帯数と人口
2019年（令和元年）5月1日現在の世帯数と人口は以下の通りである。
| 町丁   | 世帯数  | 人口  |
| ------ | ------- | ----- |
| 持中町 | 154世帯 | 397人 |

### 人口の変遷
国勢調査による人口の推移
| 2005年（平成17年） | 507人 | [ 8 ] |  |
| 2010年（平成22年） | 452人 | [ 1 ] |  |
| 2015年（平成27年） | 415人 | [ 9 ] |  |

## 小・中学校の学区
市立小・中学校に通う場合、学区は以下の通りとなる。
| 番・番地等 | 小学校               | 中学校             |
| ---------- | -------------------- | ------------------ |
| 全域       | 愛西市立北河田小学校 | 愛西市立佐織中学校 |

## 施設
- 神明社[5]
- 学校法人平山学園清林館高等学校[11]

## その他

### 日本郵便
- 郵便番号 : 496-8006[3]（集配局：津島郵便局[12]）。